# Despre omenie
Despre omenie este un film românesc din 1971 regizat de Paula Popescu-Doreanu.

## Distribuție
Distribuția filmului este alcătuită din:
- Eugen Mandric — lectura comentariului